# Boulevard du Docteur-Henri-Henrot
Le boulevard du Docteur-Henri-Henrot est une voie de la commune de Reims, située au sein du département de la Marne, en région Grand Est.

## Situation et accès
Elle relie l'esplanade Fléchambeau à la rue de Venise en longeant le canal.

## Origine du nom
Elle porte le nom de l'ancien maire de Reims Henri Henrot.

## Historique
Elle porte sa dénomination actuelle depuis 1929.